# Großer Preis von Südafrika 1971
Der Große Preis von Südafrika 1971 (offiziell Fifth AA Grand Prix of South Africa) fand am 6. März auf dem Kyalami Grand Prix Circuit in Midrand statt und war das erste Rennen der Automobil-Weltmeisterschaft 1971.

## Berichte

### Hintergrund
Gegen Ende der Saison 1970 hatten sich die damals neuen Tyrrell-Rennwagen sowie der Ferrari 312B als die besten Autos im Feld erwiesen. Ken Tyrrell behielt sein Stammfahrer-Duo Jackie Stewart und François Cevert für die Saison 1971 bei. Auch Ferrari trat weiterhin mit den Stammfahrern Jacky Ickx und Clay Regazzoni an. Ignazio Giunti war am 10. Januar beim 1000-Kilometer-Rennen von Buenos Aires ums Leben gekommen und wurde in seiner Funktion als dritter Ferrari-Werksfahrer durch Mario Andretti ersetzt.
Bei Lotus kam eine weiterentwickelte Version des Typ 72 zum Einsatz, der von den Stammfahrern Emerson Fittipaldi und Reine Wisell pilotiert wurde. Im Team McLaren behielten ebenfalls Denis Hulme und Peter Gethin ihre Positionen als Werksfahrer.
Rob Walker entschied sich aus finanziellen Gründen gegen eine weitere Saison mit seinem Privatteam und beteiligte sich stattdessen indirekt mit Sponsorengeldern am Team Surtees, wo neben dem Gründer John Surtees der von Brabham abgeworbene Rolf Stommelen zweiter Stammfahrer wurde. Der über Rob Walkers Rückzug wenig erfreute Graham Hill wechselte zum Brabham-Team, welches nach Jack Brabhams Karriereende nun von Ron Tauranac alleine geleitet wurde.
Die March-Cockpits wurden aufgrund des Weggangs beider Vorjahres-Werksfahrer neu besetzt, wobei Ronnie Peterson die Rolle des Stammfahrers übernahm, zunächst an der Seite von Andrea de Adamich und Àlex Soler-Roig, wobei de Adamich seinen Einsatz von Alfa-Romeo-Motoren weiterführte, den er im Vorjahr bei McLaren begonnen hatte.
Einer der Piloten, die noch im Vorjahr bei March unter Vertrag gestanden hatten, war Joseph Siffert, der nun gemeinsam mit dem Formel-1-Neuling Howden Ganley das Stammfahrer-Duo bei B.R.M. bildete, während auch Pedro Rodríguez weiterhin für dieses Team fuhr.
Chris Amon war am 24. Januar mit einem Sieg bei dem nicht zur Weltmeisterschaft zählenden Großen Preis von Argentinien als neuer Matra-Werksfahrer in eine vielversprechende Saison gestartet, ganz im Gegensatz zu seinem Teamkollegen Jean-Pierre Beltoise, dem aufgrund seiner Beteiligung an Ignazio Giuntis tödlichem Unfall zwei Wochen zuvor an gleicher Stelle die Rennlizenz entzogen worden war. Aufgrund dessen durfte er in Südafrika nicht an den Start gehen.
Surtees bestritt seinen 100. Grand Prix, Pedro Rodríguez seinen 50.

### Training
Stewart, dessen Team aufgrund des Formel-1-Ausstiegs von Dunlop auf Goodyear-Reifen umgestiegen war, erzielte mit mehr als einer halben Sekunde Vorsprung die schnellste Trainingszeit und startete neben Amon und Regazzoni aus der ersten Reihe. Die zweite Reihe wurde von Andretti und Fittipaldi gebildet, während Surtees, Hulme und Ickx sich die dritte Reihe teilten. Somit waren alle drei Ferrari erwartungsgemäß innerhalb der ersten drei Startreihen zu finden.
Für eine Überraschung sorgte der Gaststarter Dave Charlton, der sich als Zwölfter qualifizieren konnte und somit einige erfahrene Stammpiloten hinter sich ließ.
Nach drei vergeblichen Versuchen im Vorjahr konnte sich Soler-Roig erstmals für einen Grand Prix qualifizieren.

### Rennen

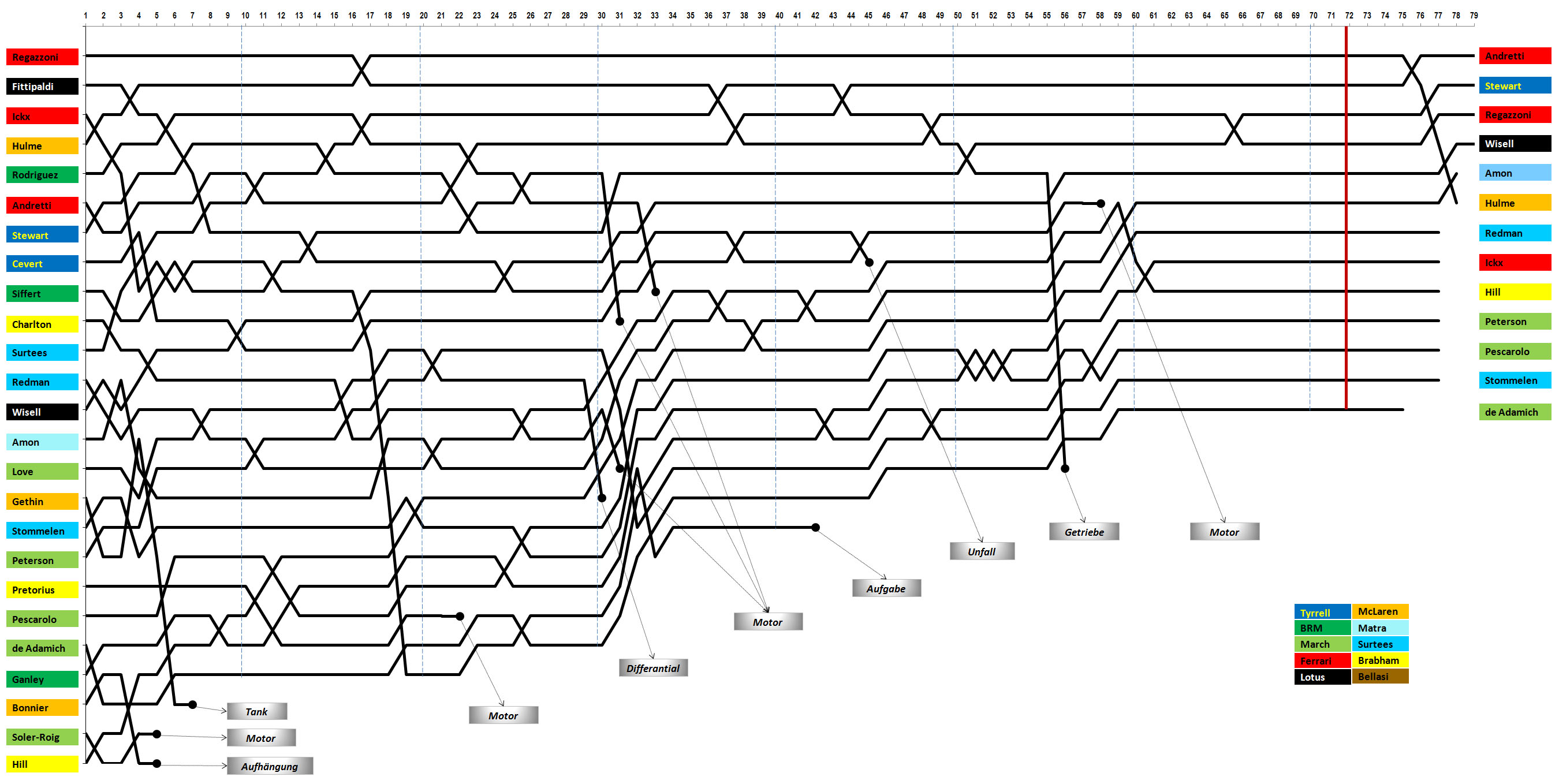
Rennverlauf

Da Stewart einen schlechten Start hatte, ging Regazzoni vor Fittipaldi, Ickx und Hulme in Führung, während Stewart auf Platz sieben zurückfiel. Noch schlechter gestartet waren Surtees und Amon, die sich auf den Plätzen 11 beziehungsweise 14 wiederfanden.
Hulme war zunächst der schnellste Fahrer im Feld und kämpfte sich in Runde 17 an die Spitze. Er blieb dort bis zur Runde 76, als er wegen eines Aufhängungsdefektes einen Boxenstopp einlegen musste. Andretti, der sich inzwischen auf Rang zwei vorgearbeitet hatte, übernahm fortan die Führung und setzte sie in seinen ersten Grand-Prix-Sieg um. Stewart konnte noch den zweiten Platz vor Regazzoni erobern und somit einen Ferrari-Doppelsieg verhindern.

## Meldeliste
| Team                       | Nr. | Fahrer             | Chassis       | Motor                    | Reifen |
| -------------------------- | --- | ------------------ | ------------- | ------------------------ | ------ |
| Gold Leaf Team Lotus       | 02  | Emerson Fittipaldi | Lotus 72C     | Ford Cosworth DFV 3.0 V8 | F      |
| Gold Leaf Team Lotus       | 03  | Reine Wisell       | Lotus 72C     | Ford Cosworth DFV 3.0 V8 | F      |
| Scuderia Ferrari SpA SEFAC | 04  | Jacky Ickx         | Ferrari 312B  | Ferrari 001 3.0 F12      | F      |
| Scuderia Ferrari SpA SEFAC | 05  | Clay Regazzoni     | Ferrari 312B  | Ferrari 001 3.0 F12      | F      |
| Scuderia Ferrari SpA SEFAC | 06  | Mario Andretti     | Ferrari 312B  | Ferrari 001 3.0 F12      | F      |
| STP March Racing Team      | 07  | Ronnie Peterson    | March 711     | Ford Cosworth DFV 3.0 V8 | F      |
| STP March Racing Team      | 26  | Àlex Soler-Roig    | March 711     | Ford Cosworth DFV 3.0 V8 | F      |
| STP March Racing Team      | 08  | Andrea de Adamich  | March 711     | Alfa Romeo T33 3.0 V8    | F      |
| Elf Team Tyrrell           | 09  | Jackie Stewart     | Tyrrell 001   | Ford Cosworth DFV 3.0 V8 | G      |
| Elf Team Tyrrell           | 10  | François Cevert    | Tyrrell 002   | Ford Cosworth DFV 3.0 V8 | G      |
| Bruce McLaren Motor Racing | 11  | Denis Hulme        | McLaren M19A  | Ford Cosworth DFV 3.0 V8 | G      |
| Bruce McLaren Motor Racing | 12  | Peter Gethin       | McLaren M14A  | Ford Cosworth DFV 3.0 V8 | G      |
| Motor Racing Developments  | 14  | Graham Hill        | Brabham BT33  | Ford Cosworth DFV 3.0 V8 | G      |
| Motor Racing Developments  | 15  | Dave Charlton      | Brabham BT33  | Ford Cosworth DFV 3.0 V8 | G      |
| Yardley Team B.R.M.        | 16  | Pedro Rodríguez    | BRM P160      | BRM P142 3.0 V12         | F      |
| Yardley Team B.R.M.        | 16T | Pedro Rodríguez    | BRM P153      | BRM P142 3.0 V12         | F      |
| Yardley Team B.R.M.        | 17  | Joseph Siffert     | BRM P153      | BRM P142 3.0 V12         | F      |
| Yardley Team B.R.M.        | 27  | Howden Ganley      | BRM P153      | BRM P142 3.0 V12         | F      |
| Equipe Matra Sports        | 29  | Chris Amon         | Matra MS120B  | Matra MS71 3.0 V12       | G      |
| Team Surtees               | 20  | John Surtees       | Surtees TS9   | Ford Cosworth DFV 3.0 V8 | F      |
| Team Surtees               | 20T | John Surtees       | Surtees TS7   | Ford Cosworth DFV 3.0 V8 | F      |
| Team Surtees               | 21  | Rolf Stommelen     | Surtees TS7   | Ford Cosworth DFV 3.0 V8 | F      |
| Team Surtees               | 28  | Brian Redman       | Surtees TS7   | Ford Cosworth DFV 3.0 V8 | F      |
| Frank Williams Racing Cars | 22  | Henri Pescarolo    | March 701     | Ford Cosworth DFV 3.0 V8 | G      |
| Ecurie Bonnier             | 23  | Joakim Bonnier     | McLaren M7C   | Ford Cosworth DFV 3.0 V8 | G      |
| Team Gunston               | 24  | John Love          | March 701     | Ford Cosworth DFV 3.0 V8 | F      |
| Team Gunston               | 25  | Jackie Pretorius   | Brabham BT26A | Ford Cosworth DFV 3.0 V8 | F      |

Anmerkungen
1. 1 2  Die mit einem "T" hinter der Startnummer versehenen Wagen standen ihren jeweiligen Fahrern als T-Car zur Verfügung, kamen jedoch nicht zum Einsatz.

## Klassifikationen

### Startaufstellung
| Pos. | Fahrer             | Konstrukteur     | Zeit   | Ø-Geschwindigkeit | Start |
| ---- | ------------------ | ---------------- | ------ | ----------------- | ----- |
| 01   | Jackie Stewart     | Tyrrell-Ford     | 1:17,8 | 189,902 km/h      | 01    |
| 02   | Chris Amon         | Matra            | 1:18,4 | 188,449 km/h      | 02    |
| 03   | Clay Regazzoni     | Ferrari          | 1:18,7 | 187,731 km/h      | 03    |
| 04   | Mario Andretti     | Ferrari          | 1:19,0 | 187,018 km/h      | 04    |
| 05   | Emerson Fittipaldi | Lotus-Ford       | 1:19,1 | 186,781 km/h      | 05    |
| 06   | John Surtees       | Surtees-Ford     | 1:19,1 | 186,781 km/h      | 06    |
| 07   | Denis Hulme        | McLaren-Ford     | 1:19,1 | 186,781 km/h      | 07    |
| 08   | Jacky Ickx         | Ferrari          | 1:19,2 | 186,545 km/h      | 08    |
| 09   | François Cevert    | Tyrrell-Ford     | 1:19,2 | 186,545 km/h      | 09    |
| 10   | Pedro Rodríguez    | B.R.M.           | 1:19,3 | 186,310 km/h      | 10    |
| 11   | Peter Gethin       | McLaren-Ford     | 1:19,6 | 185,608 km/h      | 11    |
| 12   | Dave Charlton      | Brabham-Ford     | 1:19,8 | 185,143 km/h      | 12    |
| 13   | Ronnie Peterson    | March-Ford       | 1:19,9 | 184,911 km/h      | 13    |
| 14   | Reine Wisell       | Lotus-Ford       | 1:19,9 | 184,911 km/h      | 14    |
| 15   | Rolf Stommelen     | Surtees-Ford     | 1:20,1 | 184,449 km/h      | 15    |
| 16   | Joseph Siffert     | B.R.M.           | 1:20,2 | 184,219 km/h      | 16    |
| 17   | Brian Redman       | Surtees-Ford     | 1:20,2 | 184,219 km/h      | 17    |
| 18   | Henri Pescarolo    | March-Ford       | 1:20,2 | 184,219 km/h      | 18    |
| 19   | Graham Hill        | Brabham-Ford     | 1:20,5 | 183,533 km/h      | 19    |
| 20   | Jackie Pretorius   | Brabham-Ford     | 1:21,7 | 180,837 km/h      | 20    |
| 21   | John Love          | March-Ford       | 1:21,9 | 180,396 km/h      | 21    |
| 22   | Andrea de Adamich  | March-Alfa Romeo | 1:22,2 | 179,737 km/h      | 22    |
| 23   | Joakim Bonnier     | McLaren-Ford     | 1:22,3 | 179,519 km/h      | 23    |
| 24   | Howden Ganley      | B.R.M.           | 1:23,7 | 176,516 km/h      | 24    |
| 25   | Àlex Soler-Roig    | March-Ford       | 1:25,8 | 172,196 km/h      | 25    |

### Rennen
| Pos. | Fahrer             | Konstrukteur     | Runden | Stopps | Zeit       | Start | Schnellste Runde |
| ---- | ------------------ | ---------------- | ------ | ------ | ---------- | ----- | ---------------- |
| 01   | Mario Andretti     | Ferrari          | 79     | 0      | 1:47:35,5  | 04    | 1:20,3           |
| 02   | Jackie Stewart     | Tyrrell-Ford     | 79     | 0      | + 20,9     | 01    | 1:21,0           |
| 03   | Clay Regazzoni     | Ferrari          | 79     | 0      | + 31,4     | 03    | 1:21,2           |
| 04   | Reine Wisell       | Lotus-Ford       | 79     | 0      | + 1:09,4   | 14    | 1:21,1           |
| 05   | Chris Amon         | Matra            | 78     | 0      | + 1 Runde  | 02    | 1:21,5           |
| 06   | Denis Hulme        | McLaren-Ford     | 78     | 1      | + 1 Runde  | 07    | 1:20,8           |
| 07   | Brian Redman       | Surtees-Ford     | 78     | 0      | + 1 Runde  | 17    | 1:22,0           |
| 08   | Jacky Ickx         | Ferrari          | 78     | 1      | + 1 Runde  | 08    | 1:21,2           |
| 09   | Graham Hill        | Brabham-Ford     | 77     | 0      | + 2 Runden | 19    | 1:21,6           |
| 10   | Ronnie Peterson    | March-Ford       | 77     | 1      | + 2 Runden | 13    | 1:21,6           |
| 11   | Henri Pescarolo    | March-Ford       | 77     | 0      | + 2 Runden | 18    | 1:23,2           |
| 12   | Rolf Stommelen     | Surtees-Ford     | 77     | 0      | + 2 Runden | 15    | 1:22,9           |
| 13   | Andrea de Adamich  | March-Alfa Romeo | 75     | 0      | + 4 Runden | 22    | 1:25,1           |
| –    | Emerson Fittipaldi | Lotus-Ford       | 58     | 0      | DNF        | 05    | 1:20,8           |
| –    | John Surtees       | Surtees-Ford     | 56     | 0      | DNF        | 06    | 1:21,1           |
| –    | François Cevert    | Tyrrell-Ford     | 45     | 0      | DNF        | 09    | 1:21,6           |
| –    | Howden Ganley      | B.R.M.           | 42     | 0      | DNF        | 24    | 1:22,9           |
| –    | Pedro Rodríguez    | B.R.M.           | 33     | 0      | DNF        | 10    | 1:21,5           |
| –    | Dave Charlton      | Brabham-Ford     | 31     | 0      | DNF        | 16    | 1:22,5           |
| –    | Joseph Siffert     | B.R.M.           | 31     | 0      | DNF        | 12    | 1:21,1           |
| –    | John Love          | March-Ford       | 30     | 0      | DNF        | 21    | 1:21,5           |
| –    | Jackie Pretorius   | Brabham-Ford     | 22     | 0      | DNF        | 20    | 1:23,4           |
| –    | Peter Gethin       | McLaren-Ford     | 7      | 0      | DNF        | 11    | 1:23,0           |
| –    | Joakim Bonnier     | McLaren-Ford     | 5      | 1      | DNF        | 23    | 1:23,8           |
| –    | Àlex Soler-Roig    | March-Ford       | 5      | 0      | DNF        | 25    | 1:25,2           |

## WM-Stände nach dem Rennen
Die ersten sechs des Rennens bekamen 9, 6, 4, 3, 2, 1 Punkt(e). Die besten fünf Ergebnisse der ersten sechs Rennen und die besten vier der letzten fünf Rennen zählten zur Meisterschaft. In der Konstrukteurswertung zählten dabei nur die Punkte des bestplatzierten Fahrers eines Teams.

### Fahrerwertung
| Pos. | Fahrer            | Konstrukteur     | Punkte |
| ---- | ----------------- | ---------------- | ------ |
| 01   | Mario Andretti    | Ferrari          | 9      |
| 02   | Jackie Stewart    | Tyrrell-Ford     | 6      |
| 03   | Clay Regazzoni    | Ferrari          | 4      |
| 04   | Reine Wisell      | Lotus-Ford       | 3      |
| 05   | Chris Amon        | Matra            | 2      |
| 06   | Denis Hulme       | McLaren-Ford     | 1      |
| 07   | Brian Redman      | Surtees-Ford     | 0      |
| 08   | Jacky Ickx        | Ferrari          | 0      |
| 09   | Graham Hill       | Brabham-Ford     | 0      |
| 10   | Ronnie Peterson   | March-Ford       | 0      |
| 11   | Henri Pescarolo   | March-Ford       | 0      |
| 12   | Rolf Stommelen    | Surtees-Ford     | 0      |
| 13   | Andrea de Adamich | March-Alfa Romeo | 0      |

| Pos. | Fahrer             | Konstrukteur | Punkte |
| ---- | ------------------ | ------------ | ------ |
| –    | Emerson Fittipaldi | Lotus-Ford   | 0      |
| –    | John Surtees       | Surtees-Ford | 0      |
| –    | François Cevert    | Tyrrell-Ford | 0      |
| –    | Howden Ganley      | B.R.M.       | 0      |
| –    | Pedro Rodríguez    | B.R.M.       | 0      |
| –    | Dave Charlton      | Brabham-Ford | 0      |
| –    | Joseph Siffert     | B.R.M.       | 0      |
| –    | John Love          | March-Ford   | 0      |
| –    | Jackie Pretorius   | Brabham-Ford | 0      |
| –    | Peter Gethin       | McLaren-Ford | 0      |
| –    | Joakim Bonnier     | McLaren-Ford | 0      |
| –    | Àlex Soler-Roig    | March-Ford   | 0      |

### Konstrukteurswertung
| Pos. | Konstrukteur | Punkte |
| ---- | ------------ | ------ |
| 01   | Ferrari      | 9      |
| 02   | Tyrrell-Ford | 6      |
| 03   | Lotus-Ford   | 3      |
| 04   | Matra        | 2      |
| 05   | McLaren-Ford | 1      |

| Pos. | Konstrukteur     | Punkte |
| ---- | ---------------- | ------ |
| 06   | Surtees-Ford     | 0      |
| 07   | Brabham-Ford     | 0      |
| 08   | March-Ford       | 0      |
| 09   | March-Alfa Romeo | 0      |
| –    | B.R.M.           | 0      |